# 佛物专寺
《佛物专寺》（日語：ぶっせん）是日本漫畫家三宅乱丈创作的日本漫画作品。1999年至2001年在講談社的周刊漫画杂志《Morning》上連載。该作为三宅乱丈的处女作，单行本全6卷、全95話。之後由太田出版發行文庫版，全3卷。
2013年7月，TBS电视台播放改编电视剧，预计同年11月将该作搬上舞台。

## 劇情簡介
講談山（日语：／）上有二座寺，一座是位于地元商店街中心，拥有众多檀越的金金腹寺（日语：／）。
另一座是毫无檀越的贫困寺庙佛物专寺（日语：／）。
某天，佛物专寺的云信和尚为资金周转，开办起“佛教专門学園”（简称“佛专”）……

## 出版書籍
| 集數 | 講談社         | 講談社                 |
| 集數 | 發售日期       | ISBN                   |
| ---- | -------------- | ---------------------- |
| 1    | 2000年2月21日  | ISBN 978-4-06-337432-2 |
| 2    | 2000年5月22日  | ISBN 978-4-06-337443-8 |
| 3    | 2000年10月20日 | ISBN 978-4-06-337454-4 |
| 4    | 2001年1月20日  | ISBN 978-4-06-337461-2 |
| 5    | 2001年5月21日  | ISBN 978-4-06-337466-7 |
| 6    | 2001年8月17日  | ISBN 978-4-06-337473-5 |

文庫版
| 集數 | 太田出版       | 太田出版           |
| 集數 | 發售日期       | ISBN               |
| ---- | -------------- | ------------------ |
| 上   | 2006年10月18日 | ISBN 4-778-32026-3 |
| 中   | 2006年11月22日 | ISBN 4-778-32029-8 |
| 下   | 2006年12月13日 | ISBN 4-778-32030-1 |

## 电视剧
2013年7月16日首播，于TBS系列毎周二26:28 - 26:58（JST为周三2:28 - 2:58）档播出。全10話。主演为吉泽亮。

### 人物

#### 講談山
佛物専寺
田村 正助（たむら しょうすけ）〈20〉
演 - 吉泽亮
城 敦（じょう あつし）
演 - 桐山漣
渡辺 由紀（わたなべ よしき）
演 - 鍵本輝（Lead）
恋人为市松人形的「卡梅洛（キャメロン）」。
金城 博（きんじょう ひろし）
演 - 平間壮一
讲一口冲绳日语。
北川 英敏（きたがわ ひでとし）〈35〉
演 - 諏訪雅
三条 翼（さんじょう つばさ）
演 - 中別府葵
徳永 厚治（とくなが こうじ）
演 - 森廉
丸慶（がんけい）
演 - 大堀こういち
雲信（うんしん）
演 - 袴田吉彦
老師（ろうし）
演 - 小倉久寛（友情出演）
金金腹寺
貞奉
演 - 佐々木喜英
正助的师兄。
真实（まみ）
演 - 久紗野水萌
真納（まな）
演 - 喜多陽子

#### 其他
加藤 謙二
演 - 市川勇（第6話）
農家を営むおじいちゃん。

### 工作人员
- 原作 - 三宅乱丈《ぶっせん》（太田出版刊）
- 脚本 - 渡辺啓、奥山雄太
- 音乐 - 和田俊輔
- 导演 - 堀英樹、大内舞子
- 主題歌 - 極楽ボーイズ「ぶっせん サンバ」（avex trax）[5][6]
- 片头曲 - Lead「GREEN DAYS」（PONY CANYON）
- 副导演 - 大内舞子、佐々木資門
- エンドタイトルバック - 園田俊朗
- 化妆 - 小西修
- 法事監修 - 新倉典生
- 动作指導 - 森山一城
- 沖繩腔指導 - 今科子
- 舞蹈指導 - 松島蘭
- 摄影配合 - 天目山栖雲寺、大光山善立寺、金刚山福藏院、八芳园
- 制片人 - 新井順子
- 副制片人- 松本桂子
- 制作合作 - Dorimax
- 製作著作 - 「ぶっせん」製作委員会（TBS、WOWOW、PONY CANYON、eplus、Dorimax）

### 播出日程
| 回數   | 各話   | 播放日期 | 標題 | 腳本              | 演出     |
| ------ | ------ | -------- | ---- | ----------------- | -------- |
| 壱     | 1限目  | 7月16日  |      | 渡辺啓            | 堀英樹   |
| 壱     | 2限目  | 7月16日  |      | 渡辺啓            | 堀英樹   |
| 弐     | 3限目  | 7月23日  |      | 渡辺啓            | 堀英樹   |
| 弐     | 4限目  | 7月23日  |      | 渡辺啓            | 堀英樹   |
| 参     | 5限目  | 7月30日  |      | 奥山雄太          | 堀英樹   |
| 参     | 6限目  | 7月30日  |      | 奥山雄太          | 堀英樹   |
| 四     | 7限目  | 8月06日  |      | 渡辺啓            | 堀英樹   |
| 四     | 8限目  | 8月06日  |      | 渡辺啓            | 堀英樹   |
| 伍     | 9限目  | 8月20日  |      | 奥山雄太          | 大内舞子 |
| 伍     | 10限目 | 8月20日  |      | 奥山雄太          | 大内舞子 |
| 六     | 11限目 | 8月27日  |      | 渡辺啓            | 堀英樹   |
| 六     | 12限目 | 8月27日  |      | 渡辺啓            | 堀英樹   |
| 七     | 13限目 | 9月03日  |      | Brazily Anne 山田 | 大内舞子 |
| 七     | 14限目 | 9月03日  |      | Brazily Anne 山田 | 大内舞子 |
| 八     | 15限目 | 9月10日  |      | 渡辺啓            | 大内舞子 |
| 八     | 16限目 | 9月10日  |      | 渡辺啓            | 大内舞子 |
| 九     | 17限目 | 9月17日  |      | 渡辺啓            | 堀英樹   |
| 九     | 18限目 | 9月17日  |      | 渡辺啓            | 堀英樹   |
| 最終話 | 19限目 | 9月24日  |      | 渡辺啓            | 堀英樹   |
| 最終話 | 20限目 | 9月24日  |      | 渡辺啓            | 堀英樹   |

#### 備註
- 8月13日因播出《2013年世界田徑錦標賽》而放送中止。

### 播放電視台
| 播放地區   | 播放電視台  | 播放日期                 | 播放時間                    | 聯播網  | 備註        |
| ---------- | ----------- | ------------------------ | --------------------------- | ------- | ----------- |
| 關東廣域圈 | TBS電視台   | 2013年7月16日 - 9月24日  | 星期二 26:28 - 26:58        | TBS系列 | 製作電視台  |
| 岩手縣     | IBC岩手放送 | 2013年10月8日 - 12月10日 | 星期二 24:58 - 25:28        | TBS系列 |             |
| 日本全域   | TBS頻道1    | 2013年11月26日 - 12月2日 | 星期一 - 星期五 6:00 - 7:00 | CS放送  | 2話連續放送 |